# 情勢
| ウィキペディアには「情勢」という見出しの百科事典記事はありません（タイトルに「情勢」を含むページの一覧/「情勢」で始まるページの一覧）。 代わりにウィクショナリーのページ「情勢」が役に立つかもしれません。 |